# Gerhard Bach (Literaturwissenschaftler)
Gerhard Bach (* 7. August 1943) ist ein deutscher Literaturwissenschaftler (Amerikanistik) und Fremdsprachendidaktiker. Er war bis 2008 Professor für Fremdsprachendidaktik Englisch an der Universität Bremen.

## Biografie
Bach promovierte 1971 in Marburg zum Dr. phil. Von 1971 bis 1996 war er Professor für Englisch mit dem Schwerpunkt Amerikanistische Literaturwissenschaft an der Pädagogischen Hochschule Heidelberg sowie von 1985 bis 1986 zusätzlich Gastprofessor an der West Virginia University in Morgantown (West Virginia) und von 1990 bis 1993 Gastprofessor an der Brigham Young University in Provo (Utah). 1996 wurde Bach als Professor für Fremdsprachendidaktik Englisch an den Fachbereich 10 (Sprach- und Literaturwissenschaften) der Universität Bremen berufen. Dort begründete und leitete er das Institut für Fremdsprachendidaktik und Förderung der Mehrsprachigkeit (INFORM). 2008 trat er in den Ruhestand.
Jetzt ist Bach als Berater für Wissenschaftsprojekte im In- und Ausland tätig. Insbesondere berät er die Forschungsaktivitäten des internationalen Forschungsnetzwerks Langscape.

### Forschungsschwerpunkte
Bachs primäre Forschungsschwerpunkte sind Fremdsprachendidaktik mit den Schwerpunkten Handlungsorientierte Methoden und Interkulturelles Lernen sowie Amerikanistische Literaturwissenschaft mit einem Schwerpunkt auf der jüdisch-amerikanischen Literatur des 20. Jahrhunderts. Weitere Forschungsschwerpunkte: Curriculumforschung, Multiliteralität, bilingualer Unterricht.

## Werke
- Bach ist Mitherausgeber von zwei wissenschaftlichen Schriftenreihen zur Fremdsprachendidaktik und Sprachlehr- und -lernforschung: Kolloquium Fremdsprachenunterricht (KFU) und Mehrsprachigkeit in Schule und Unterricht (MSU). Peter-Lang Verlag, Frankfurt/M.

Bereich Literaturwissenschaft / Amerikanistik
- Susan Glaspell und die Provincetown Players: Die Anfänge des modernen amerikanischen Dramas und Theaters. Lang, Frankfurt 1979
- Saul Bellow at Seventy-Five. A Collection of Critical Essays. (Hg.). Narr, Tübingen 1991.
- The Critical Response to Saul Bellow. (Hg.), Greenwood Press, Westport 1996
- mit Blaine Hall (Hg.): Conversations with Grace Paley. University Press of Mississippi, 1997.
- mit  Gloria Cronin (Hg.): Small Planets: Saul Bellow and the Art of Short Fiction. Michigan State University Press, 1999.
- mit Sabine Broeck, Ulf Schulenberg (Hg.): Americanization – Globalization – Education. C. Winter, Heidelberg 2003

Bereich Fremdsprachendidaktik
- mit Johannes-Peter Timm (Hg.): Fremdsprachenunterricht im Wandel. Pädagogische Hochschule – Institut für Weiterbildung, Heidelberg 1989. ISBN 3-9801530-2-9.
- mit Johannes-Peter Timm (Hg.): Englischunterricht. Grundlagen und Methoden einer handlungsorientierten Unterrichtspraxis. (1. Aufl. 1989). Tübingen: Francke/UTB. 4., vollst. überarb. und erweit. Auflage 2009, 5., aktualisierte Auflage 2013. ISBN 978-3-8252-4037-0.
- mit Susanne Niemeier (Hg.): Bilingualer Unterricht. (1. Aufl. 2000). Frankfurt: Peter Lang Verlag. 5. vollst. überarbeitete und erweiterte Aufl., 2010.
- mit  Dagmar Abendroth-Timmer (Hg.): Mehrsprachiges Europa. Narr, Tübingen 2001.
- mit  Britta Viebrock (Hg.): Die Aneignung fremder Sprachen: Perspektiven – Konzepte – Forschungsprogramm. Lang, Frankfurt/M. 2002.
- mit Stephan Breidbach, Dieter Wolff, (Hg.): Bilingualer Sachfachunterricht: Didaktik, Lehrer-/Lernerforschung und Bildungspolitik zwischen Theorie und Empirie. Lang, Frankfurt/M. 2002.